# Cerkiew św. Michała Archanioła w Moskwie (Chamowniki)
Cerkiew św. Michała Archanioła – prawosławna cerkiew w Moskwie, w Chamownikach, w kompleksie klinik Wydziału Medycyny Uniwersytetu Moskiewskiego. Jest jedną ze świątyń w dekanacie centralnym eparchii moskiewskiej miejskiej Rosyjskiego Kościoła Prawosławnego.

## Historia
Cerkiew została wzniesiona w latach 1894–1897 w kompleksie klinik uniwersyteckich na Dziewiczym Polu. Budynek w stylu bizantyjsko-rosyjskim (w neoruskim wariancie) zaprojektowali Aleksandr Meissner i Michaił Nikiforow. W 1911 budowla została poszerzona o dwa ołtarze boczne św. Aleksandra Newskiego, patrona prof. Aleksandra Makiejewa, oraz św. Katarzyny, patronki jego zmarłej siostry. Obiekt był siedzibą parafii przeznaczonej dla studentów, lekarzy i personalu klinik uniwersyteckich, jak również mieszkańców najbliższych ulic. W nim odbywały się chrzty osób urodzonych w akademickich szpitalach. Stanowił jeden kompleks budowli sakralnych razem z kaplicą św. Dymitra Priłuckiego, początkowo przeznaczoną jedynie do nabożeństw pogrzebowych zmarłych w klinikach, która następnie stała się samodzielną cerkwią. Status cerkwi akademickiej świątynia św. Michała Archanioła straciła w 1918, w momencie wydania przez Radę Komisarzy Ludowych dekretu o rozdziale państwa i Kościoła. Zachowała status parafii. Wyposażenie obiektu zostało przejęte przez państwo w czasie akcji konfiskaty majątku ruchomego Cerkwi w 1922. Świątynia pozostawała czynna do 1931. W wymienionym roku została zamknięta i przekazana fabryce „Kauczuk” z przeznaczeniem na klub robotniczy, mimo próśb miejscowych mieszkańców, by zachować parafię. W oficjalnym uzasadnieniu decyzji o zamknięciu cerkwi podano, iż czynny budynek sakralny nie może sąsiadować z placówką oświatową. W kolejnych latach obiekt pełnił kolejno funkcję sali gimnastycznej, apteki, magazynu i muzeum instytutu medycznego. W związku z adaptacją na cele świeckie jeszcze w latach 30. XX wieku cerkiew gruntownie przebudowano: zniszczono dachy namiotowe i dzwonnicę, wybito nowe okna, podzielono wnętrze obiektu na mniejsze pomieszczenia.
Już po II wojnie światowej władze instytutu medycyny wystąpiły o zgodę na całkowitą rozbiórkę cerkwi. Została ona udzielona i w 1977 rozpoczęto prace, jednak po zniszczeniu absydy pomieszczenia ołtarzowego oraz bocznego ołtarza św. Katarzyny wstrzymano je.
Po rozpadzie ZSRR z inicjatywy rektora Akademii Medycznej im. Sieczenowa M. Palcewa budynki cerkwi św. Michała Archanioła oraz św. Dymitra Priłuckiego zostały zwrócone Rosyjskiemu Kościołowi Prawosławnemu. Odnowione budynki powtórnie poświęcił patriarcha moskiewski i całej Rusi Aleksy II najpierw według rytu małego poświęcenia, a następnie uroczyście 19 września 2002. Budynek ponownie zaczął pełnić funkcje cerkwi szpitalnej.
Świątynię wieńczy pięć dachów namiotowych ze złoconymi kopułami w czterech narożnikach nawy oraz w jej centrum. Taka sama konstrukcja znajduje się nad cerkiewnym przedsionkiem.